# Metacatharsius politus
Metacatharsius politus är en skalbaggsart som beskrevs av Renaud Maurice Adrien Paulian 1934. Metacatharsius politus ingår i släktet Metacatharsius och familjen bladhorningar. Inga underarter finns listade i Catalogue of Life.